# Dehane (Lokoundjé)
Dehane ou Dehanè ou encore Dehané est un village du Cameroun situé dans la région du Sud et le département de l'Océan. Il fait partie de la commune de Lokoundjé et se trouve sur la route qui relie Elogbatindi à Dehane.

## Histoire
Le nyong est navigable de son embouchure jusqu'aux chutes de Dehane. Deux factoreries allemande étaient en fonction à Dehane en 1896 : Woermann & Co. et Faktorei Köln. Vers 1903 trois factoreries sont citées: Woermann & Co. (représenté par Mr. Ziebell et Otto Breckwodt); A. & L. Lübcke (représenté par Mr Buschmann) et Randad & Stein. Theodor Schultz etait installe sur la rive gauche pour une société Hambourgeoise et  Eberhard von Schkopp sur la rive droite.

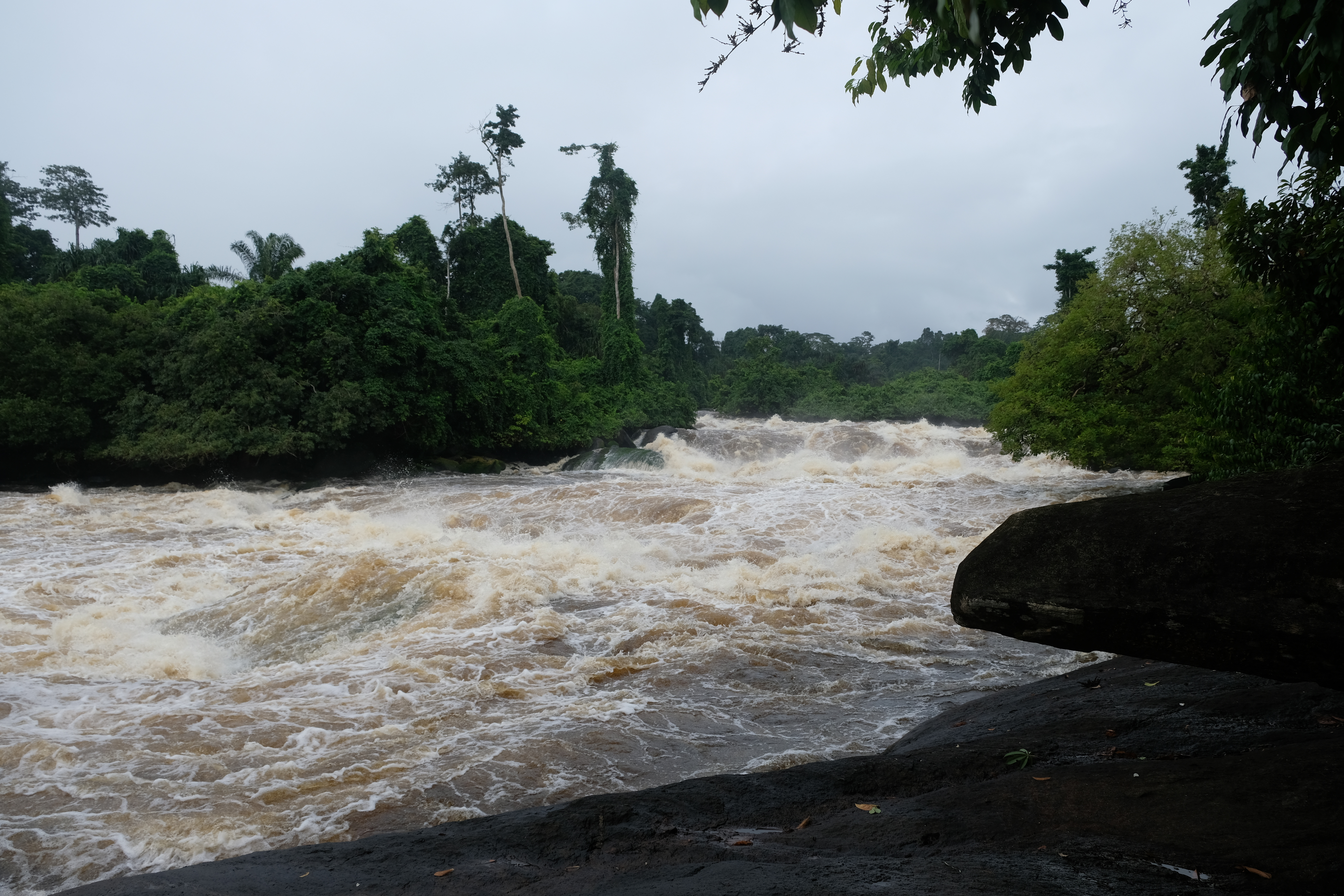
Chutes de Dehane

## Population
En 1966, la population était de 423 habitants. Le village disposait avant 1966 d'une école publique à cycle complet. Lors du recensement de 2005, le village comptait 694 habitants dont 349 hommes et 345 femmes, principalement des Bakoko et des Bassa.